# 布米達馬農業
布米達馬農業有限公司，簡稱布米達馬農業（英語：Bumitama Agri Limited，SGX：P8Z）是一家印度尼西亚农业公司。

## 历史
在1996年由印尼海大集團分拆專門經營農業等各類產品。主席總裁為Lim Gunawan Hariyanto。
總部位於Jl. Melawai Raya No. 10, Kebayoran Baru Jakarta 12160 Indonesia，以及10 Anson Road #22-16B, International Plaza Singapore 079903。而股份在2012年4月12日於新加坡交易所主板上市。在首天收盤報1.005新加坡元，較招股價（0.745新加坡元，發行股份297,570,000股，集資額為243,900,000新加坡元，而主要基礎投資者包括：惠理集團、豐益國際、IOI集團等）漲幅為34.9%。

## 連結
- Bumitama-Agri.com